# Fool in the Rain
A Fool in the Rain az angol Led Zeppelin együttes harmadik dala az 1979-es In Through the Out Door albumukról. Szerzője John Paul Jones basszusgitáros/billentyűs hangszerek, Robert Plant énekes és Jimmy Page gitáros voltak. Fő alkotója Jones volt, aki az album többi dalához hasonlóan, központi szerephez jut benne billentyűs hangszereivel. A sejtelmes érzetet közvetítő, brazil hangulatú dalban olyan szokatlan hangszereket hallani, mint a marimba, kongák, acéldobok, sípok, melyek révén egy teljesen új színt adtak a zenekar hangzásának. Az In Through the Out Door album megjelenése után, december 7-én kislemezen is kiadták Amerikában (B-oladán a Hot Dog című dallal), mely az utolsó volt a sorban az együttes felbomlásáig. 1980 februárjában felkerült a Billboard Hot 100 lista 21. helyére.

## Történet
A dal felvételére 1978 november és december folyamán került sor az In Through the Out Door album rögzítési fázisában. Elkerülvén az angol és amerikai magas adózási törvényeket, az együttes az ABBA svédországi Polar stúdiójában dolgozott. A dal vidám és latinos érzetet közvetít, amiben hangsúlyos szerepet kapnak Jones billentyűs hangszerei. A zongora mellett marimba is hallható benne, Page pedig az elektromos mellett 12 húros akusztikus gitárt is használt. Egyedül John Bonham nincs a szerzők között, de a hagyományos dobok mellett egy sor egyéb ütőhangszert (timbales, agogô harang, kolomp, maracas, idiofon) is megszólaltat a dalban. Szambás, karneváli alapötlete Jones és Plant tollából származik, akiket az 1978-as labdarúgó-világbajnokság és az Argentin labdarúgó-válogatott győzelme ihletett meg. Plant még hozzá tette, hogy a zenekarnak új zenei területet kellett felfednie ahhoz, hogy aktuális maradjon.
A dal egy karibi beütésű riffel indít, amit magabiztos, a közepesnél valamivel lassabb Bonham ritmus támaszt alá. Fő tempója 12/8-os, aminek alkalmazása során egy szokatlan poliritmikus groove-ot játszik a ritmusszekció. A basszusgitár és a zongora 6 ütemként, míg az ének és a dobkészlet részei 4 ütemként váltakoznak. Ennek eredményeként úgy tűnik hogy a hangszerek többsége a dobokkal és az énekkel szemben negyedjegyű hármasokat (irracionális, szabálytalan ritmust) játszik. Bonham egyaránt felvonultatja a Bernard Purdie-tól eredeztethető "Purdie shuffle" ritmustechnikát, egy szamba stílusú breakdown-ot, valamint egy "hop-skip riff" elrendezést is játszik. A 2:25-nél beérkező szamba ritmus külön lett rögzítve. Ez a váratlanul beérkező, bolondos calypsoritmus lehetőséget ad arra, hogy Bonham alkalmazhasson néhány afro-kubai ritmusképletet különböző ütőshangszereken.
Ezt követően Page gitárszólója veszi át a szerepet, amelynek kíséretéhez visszatér a kezdeti riff. Page a szóló hangjait egy oktávval mélyebben megkettőzi, amelyhez gitárszintetizátort, valamint MXR Blue Box effektpedált alkalmazott. Ezt az effektet már az 1960-as évek közepe óta használták szaxofonosok és trombitások, elsősorban azért, mert a megkettőzött dallamvonallal jobban érvényesülhettek a gitárral szemben. Jimi Hendrix szintén alkalmazta ezt az eljárást a Purple Hazeben egy Octavia nevű készüléket használva, ő azonban nem mélyebb, hanem egy oktávval magasabb dallammal egészítette ki azt amit játszott. Robert Plant hangja "frissebbnek" hangzik, mint az előző néhány évben végbement és meglévő kopás jelei óta. Különösen a záró versszakban és refrénben énekel tisztán és kiegyensúlyozottan. Dalszövege a "megtalált szerelem" felszabadító erejéről szól, aminek a hangulata a zenével együtt pozitív és vidám. A dal szerkezete robusztus, vélhetően ezért nem adták elő a koncerteken egyszer sem.

## Utóélet
Az In Through the Out Door albumot megjelenésekor többnyire pozitívan fogadták a kritikusok, ezen belül is a Fool in the Rain lett szerintük az egyik legjobb szerzemény. Scott Ludwig a Courier News egyik írója 1980-as írásában nagyra becsülte Bonham dalban nyújtott dobtudását.
Egy retrospektív felülvizsgálatban Andrew Doscas a PopMatters szerkesztőségéből "standout track"-nek, vagyis a "zenekar utolsó szórakoztató dalának" nevezte, valamint hozzátette, hogy ez az egyetlen jó dal az albumon.
Keith Shadwick a Led Zeppelin The Story of a band and their music, 1968-1980 című könyv szerzője viszont negatívabb hangnemben írt róla. Kifejtette, hogy az effektezett gitárszólam mesterkélt, zavaros és dagályos, amelynek kacskaringósan indázó szólója egészen elüt a számtól. Eredményként nem éppen kellemes hangok félszeg keverékét kapjuk, ami aligha sorolható a Page legjobb pillanatait rögzítő felvételek közé. Megjegyzi, hogy erőteljes darabbá lehetett volna fejleszteni, a részletekre azonban nem fordítottak kellő figyelmet, alig foglalkoztak a különböző részek összeillesztésével, és nem helyeztek megfelelő hangsúlyt a hangszeres összkép árnyalására, pedig a többi lemezen ezek elhagyhatatlan elemei minden Zeppelin-műnek. Hozzáfűzi, hogy valószínűleg azért nem sikerült megfelelően kidolgozniuk, mert a lemezfelvétel idején kommunikációs problémákkal küzdött a zenekar.
2005-ben Robert Plant az amerikai Pearl Jam társaságában előadta a dalt, hogy a 2005-ös katrina hurrikán elszenvedőit támogathassák. A koncertre a House of Blues-ban került sor Chicagoban. A Pearl Jam eredetileg nem tervezte a dal eljátszását, de a Katrina hurrikán megváltoztatta útvonalát és hatalmas károkat okozott New Orleansban. A fellépés minden bevétele jótékonysági szervezetekhez került. A dal a késői Zeppelin szerzemények egyik kedvelt darabja, ezért különböző feldolgozásokat is megért.
A Vanilla Fudge 2007-ben megjelentetett Out Through the In Door című albumára is felkerült, ahol további 11 másik Led Zeppelin dalt ad elő a zenekar. Rick Wakeman a Led Box című tribute albumon dolgozta át, de Michael Cavanaugh, és a Maná mexikói rockegyüttes is feldolgozta a dalt, utóbbi spanyol nyelven. Az O.A.R. alternatív rock zenekar Robert Randolph közreműködésével az iTuneson tette közzé feldolgozását letölthető digitális kislemezként. 1995-ben a Kokomo Tribune újság kritikát közölt az Encomium: A Tribute to Led Zeppelin tribute albumról, ahol azt írták, hogy talán bölcs döntés volt, hogy a kiválasztott előadok nem dolgozták fel az olyan népszerű dalaikat, mint a Fool in the Rain vagy a Stairway to Heaven.

## Kislemez formátumai és számlistái
1979 7" eredeti kislemez kiadás (USA/Ausztrália/Kanada/Új-Zéland: Swan Song SS 71003, Ecuador/Uruguay: Atlantic 45-73015, Németország/Hollandia: Swan Song SS 19421, Japán: Warner Pioneer P-530N, Mexikó: Swan Song Gamma G-2269, Spanyolország: Swan Song SS 45-1295)
- A.  Fool in the Rain (Jones, Page, Plant) 6:08
- B.  Hot Dog (Page, Plant) 3:15

1979 7" rádióra rövidített verzió (USA.: Swan Song SS 71003 SP, Olaszország: Swan Song PR 097)
- A.  Fool in the Rain (Jones, Page, Plant) 3:20
- B.  Hot Dog (Page, Plant) 3:15

### Listás helyezések
| Lista (1980)                       | Legjobb helyezés |
| ---------------------------------- | ---------------- |
| USA Billboard Hot 100              | 21               |
| USA Cash Box Top 100 Singles       | 31               |
| USA Record World The Singles Chart | 34               |
| Kanada RPM Top 100 Chart           | 12               |
| Új-Zéland Top 50 Singles Chart     | 44               |

### Digitális letöltés
| Lista (2007)                               | Legjobb helyezés |
| ------------------------------------------ | ---------------- |
| Kanada Billboard Hot Digital Singles Chart | 69               |

## Közreműködők
- Jimmy Page – gitár, 12 húros akusztikus gitár
- Robert Plant – ének
- John Paul Jones – basszusgitár, zongora, marimba
- John Bonham – dob, timbales, agogô harang, kolomp, maracas, idiofon hangszerek